# Сантьяго Касерес
Сантьяго Касерес (ісп. Santiago Cáseres, нар. 25 лютого 1997) — аргентинський футболіст, захисник мексиканського клубу «Америка».

## Ігрова кар'єра
Народився 25 лютого 1997 року. Вихованець футбольної школи клубу «Велес Сарсфілд». Дорослу футбольну кар'єру розпочав 2016 року в основній команді того ж клубу, в якій провів два сезони.
Протягом 2018—2020 років захищав кольори клубу «Вільярреал», після чого був відданий в оренду до мексиканської «Америки».